# Cacciatorpediniere di scorta

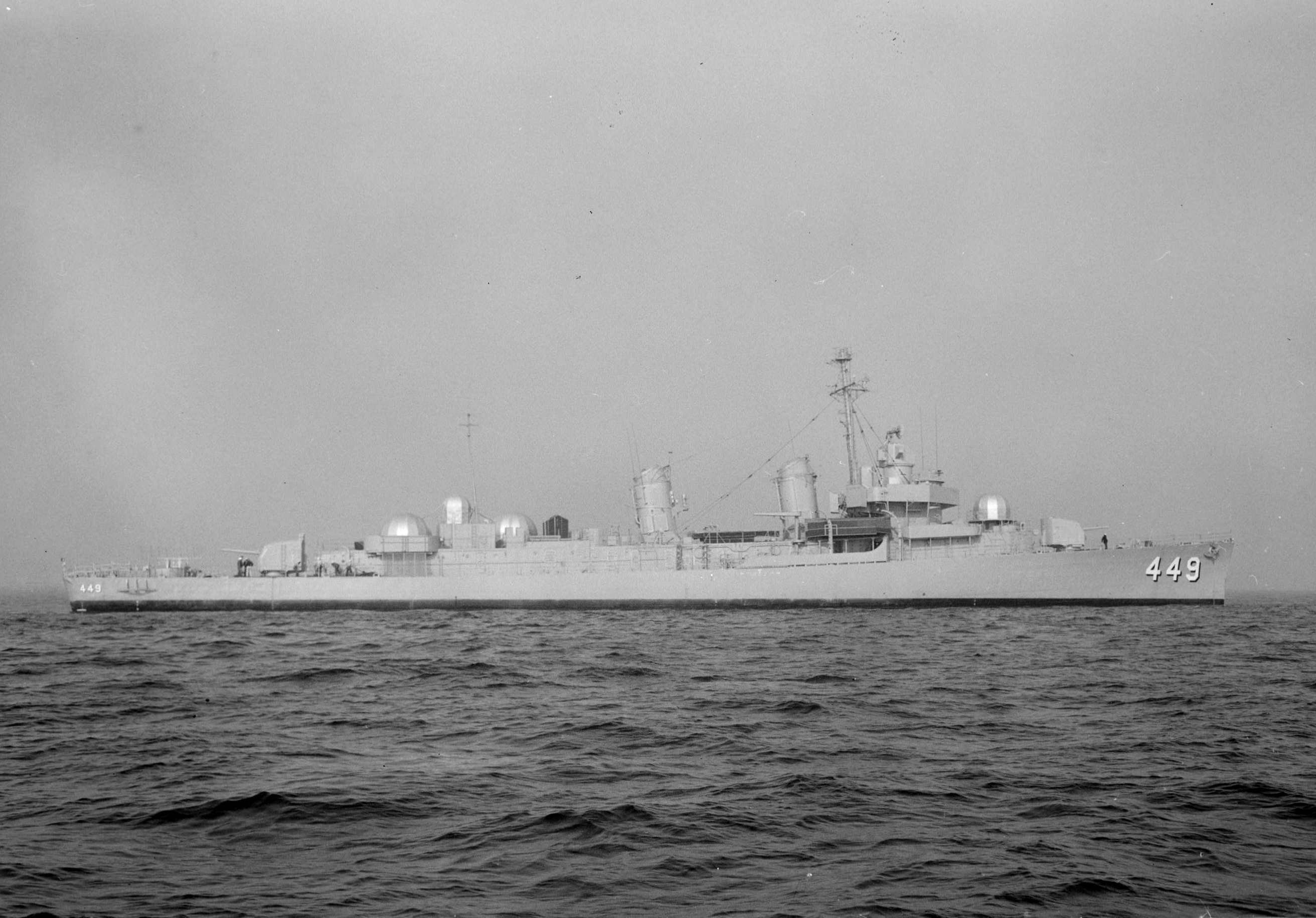
L' (della) dopo la conversione DDE

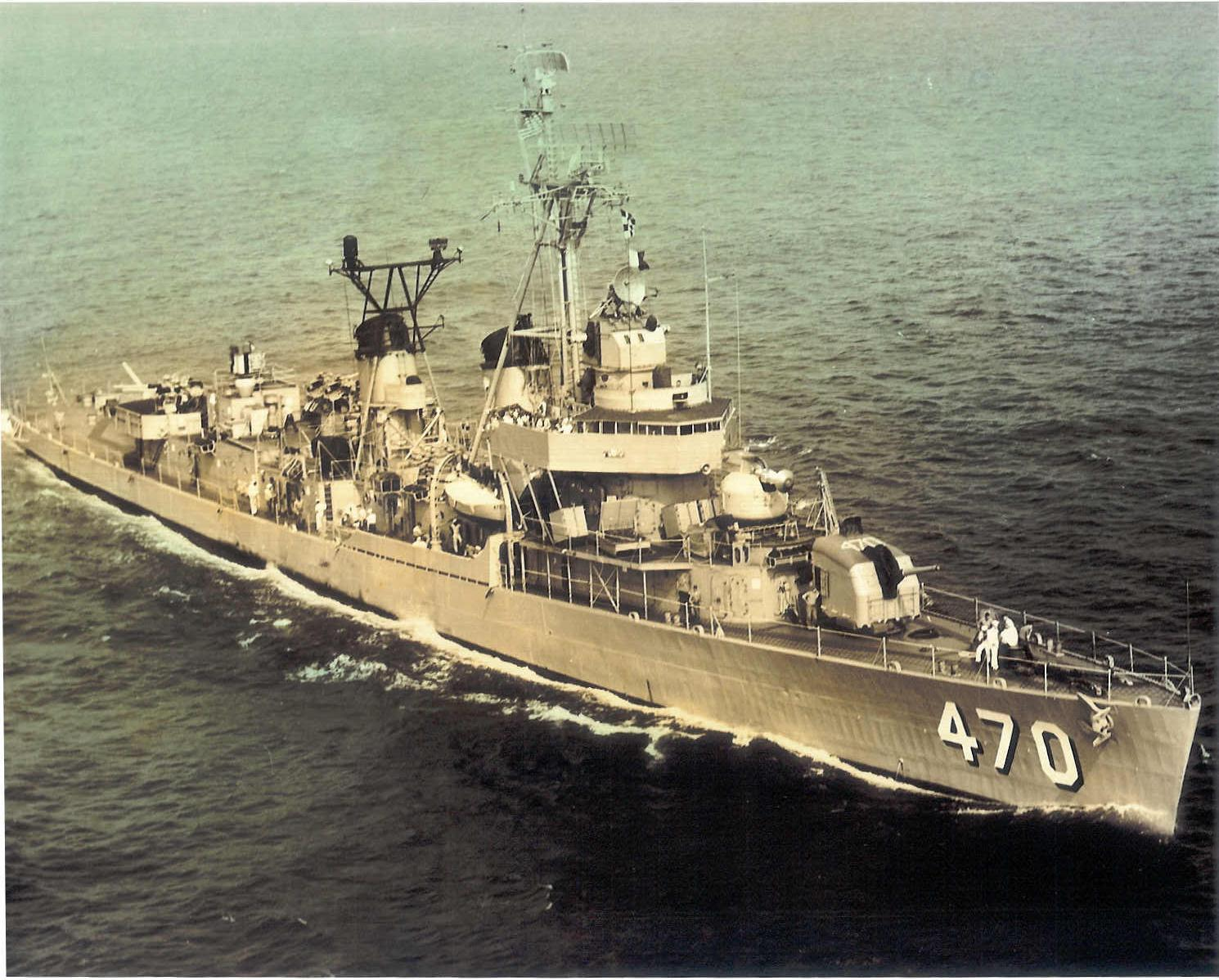
L' (della) dopo la conversione DDE

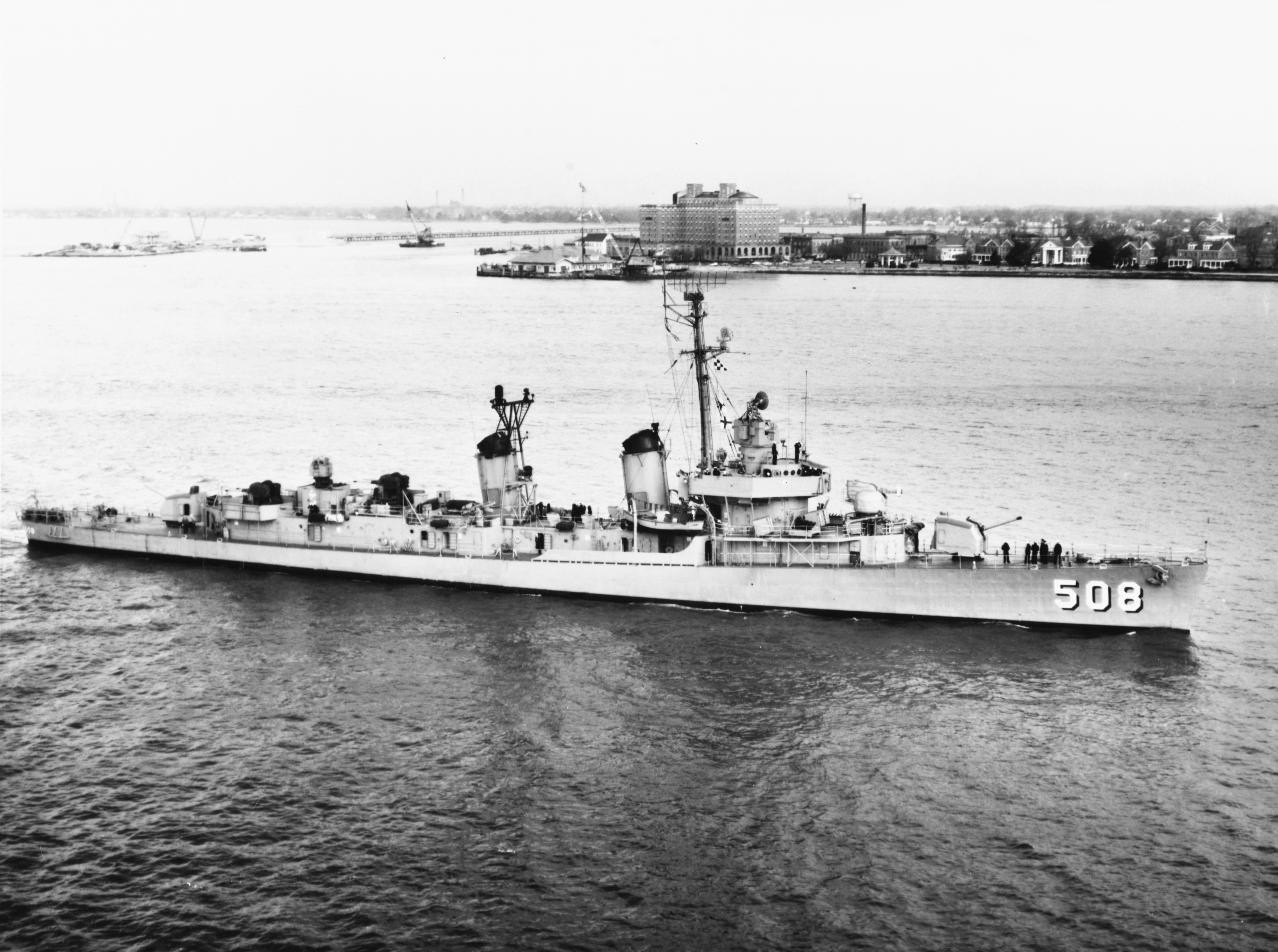
L' (della) dopo la conversione DDE

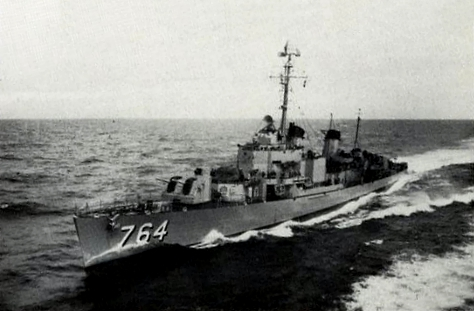
L' (della) dopo la conversione DDE

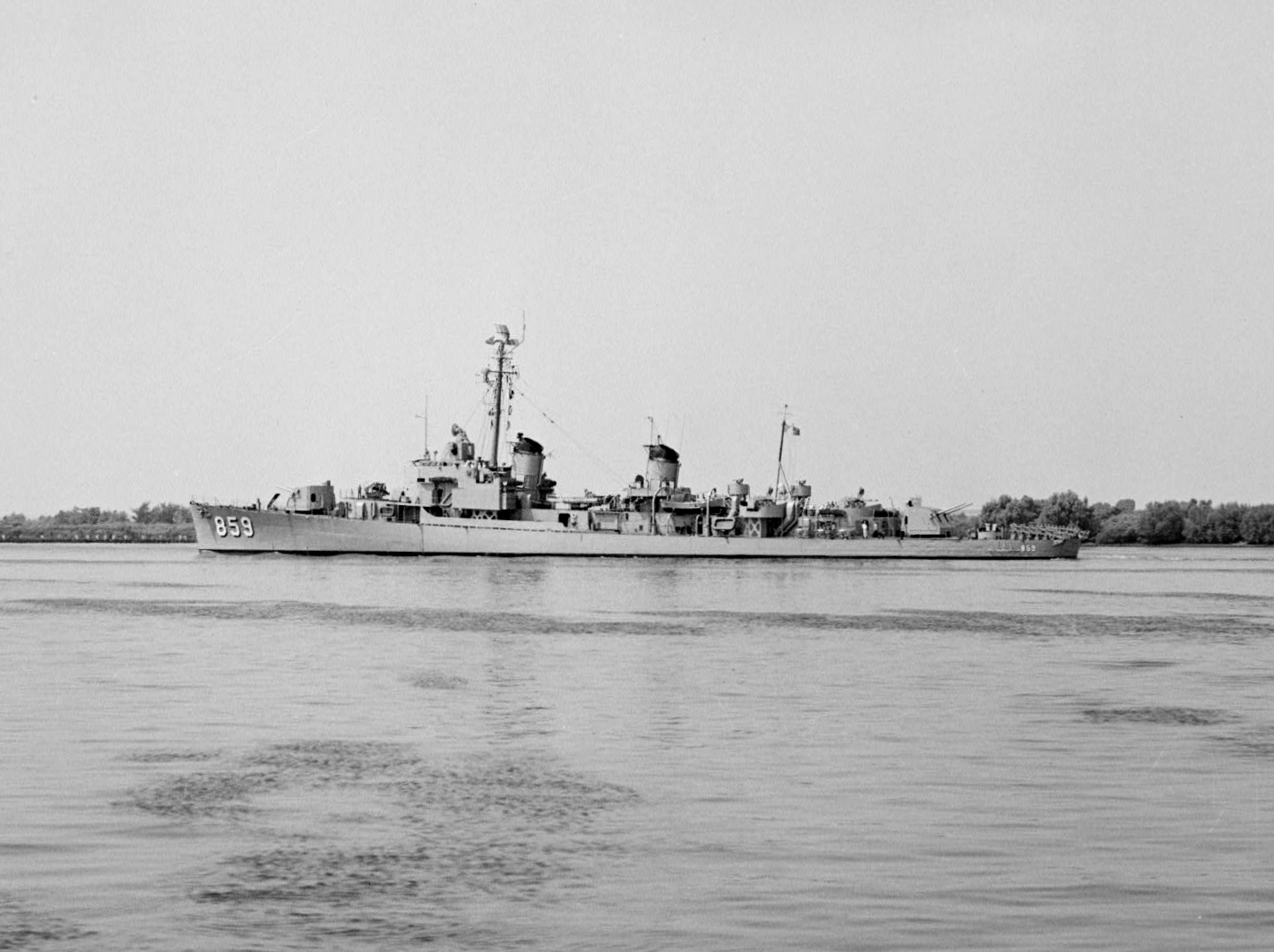
L' (della) dopo la conversione DDE

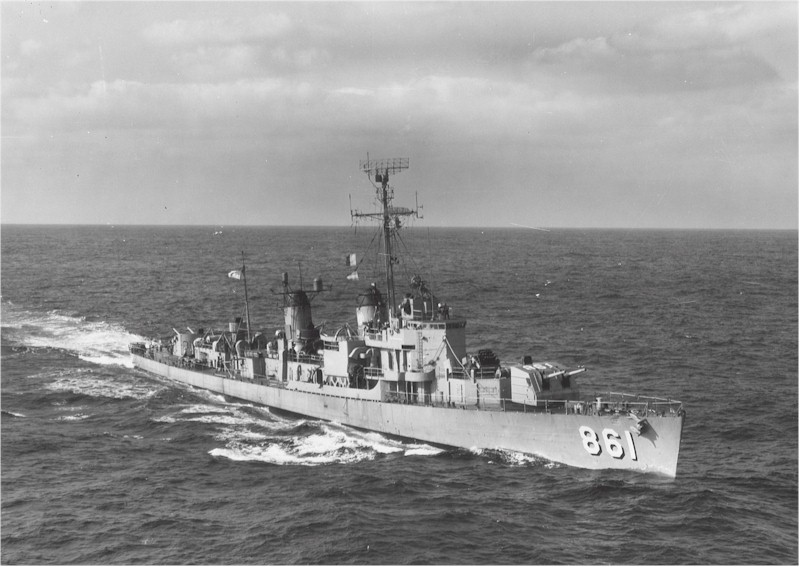
L' (della) dopo la conversione DDE

Un cacciatorpediniere di scorta – in inglese: escort destroyer, Hull classification symbol DDE – era un destroyer (DD) modificato per essere assegnato al ruolo di scorta della flotta (dopo la seconda guerra mondiale). Questi cacciatorpediniere modificati mantennero i loro originali numeri di scafo. Più tardi, nel marzo 1950, la classificazione (del secondo dopoguerra) DDK – Destroyer ASW o Hunter Killer Destroyer – fu fusa nella classificazione DDE, con il risultato che tutte le navi DDK furono riclassificate come DDE, ma sempre mantenendo i loro numeri di scafo originali. Il 30 giugno 1962, la classificazione DDE fu ritirata e tutte le navi DDE furono riclassificate come destroyer (DD).
Gli escort destroyers non devono essere confusi con i più economici, lenti, meno capaci e più leggerermente armati destroyer escorts (DE) della seconda guerra mondiale, che furono poi riclassificati come fregate.

In sintesi: Escort destroyer → Destroyer/Cacciatorpediniere e Destroyer escort/Ocean escort → Fregata.

## Storia
A seguito dello scoppio della seconda guerra mondiale, la Royal Navy non avendo un adeguato numero di navi da guerra adatte alla scorta dei convogli commerciali, essendo i cacciatorpediniere più moderni assegnati alla scorta delle principali unità di squadra, venne deciso di modificare alcuni dei cacciatorpediniere classi V e W costruiti durante la prima guerra mondiale per la scorta dei convogli, che vennero così modificati e riarmati con moderne armi antiaeree e antisommergibili, con altri cacciatorpediniere che ricevettero modifiche minori, poiché le risorse dei cantieri erano destinate ad altre necessità di guerra. Sui cacciatorpediniere destinati alla scorta di convogli in Atlantico venne anche sostituita una caldaia per aumentare la capacità di stoccaggio di carburante e incrementare così il raggio di azione.
Modifiche simili vennero fatte ai vecchi cacciatorpediniere americani che la Royal Navy ottenne attraverso il Destroyers for bases agreement del 2 settembre 1940 in base al quale cinquanta cacciatorpediniere statunitensi, obsoleti perché risalenti alla prima guerra mondiale o immediatamente successivi, vennero trasferiti alla Royal Navy in cambio dell'uso di basi che i britannici cedettero in affitto per la durata di 99 anni, anticipando quello che sarebbe successivamente avvenuto durante la guerra fredda.
Dopo la seconda guerra mondiale, molti cacciatorpediniere delle classi classe Fletcher (DD-445), classe Allen M. Sumner (DD-692) e classe Gearing (DD-710) furono modificati e divennero nuove navi per missioni specializzate come Fleet Escorts (DDE), Radar Pickets (DDR) e ASW submarine killers (DDK). I cacciatorpediniere antisommergibile (DDK) furono riclassificati come Fleet Escort destroyers (DDE) il 4 marzo 1950. Tutti i Fleet Escort destroyers (DDE) furono riclassificati come destroyers (DD) il 30 giugno 1962. Molti radar picket destroyers (DDR) furono riclassificati come destroyers durante gli anni 1960.
Nella Marina Militare, la lotta antisommergibile era affidata alla classe Indomito.
I cacciatorpediniere di squadra che nell'ambito del programma FRAM vennero dotati di radar di scoperta aerea di più moderna concezione, furono invece riclassificati Destroyer Radar Picket (DDR) ed utilizzati come unità di allerta aerea avanzata.
Dal 30 giugno 1962 la classificazione DDE venne abolita e tali unità vennero riclassificate cacciatorpediniere DD.

## Classi
| Classe          | Capoclasse                   | Commissionata   | Navi | Mod. DDE |
| --------------- | ---------------------------- | --------------- | ---- | -------- |
| Fletcher        | USS Fletcher (DD-445)        | 30 giugno 1942  | 175  | ?        |
| Allen M. Sumner | USS Allen M. Sumner (DD-692) | 24 gennaio 1944 | 58   | ?        |
| Gearing         | USS Gearing (DD-710)         | 3 marzo 1945    | 98   | 10       |

## Destroyer escort
Gli Escort destroyers (DDE) non vanno confusi con i Destroyer escorts che erano unità più leggere dei cacciatorpediniere e dotate di apparato motore meno potente, in quanto queste unità non dovevano tenere la velocità massima di circa 30 nodi delle unità di squadra, ma quella di ben più lenti convogli, fino ad un massimo di 22 nodi circa. Erano navi costruite per compiti di seconda linea, con un dislocamento superiore a quello delle normali corvette e fregate, con una velocità massima di circa 25 nodi, e prive di armamento pesante. Dopo la seconda guerra mondiale, i Destroyer escorts vennereo rinominati Ocean escorts (DE/DEG, se missilistiche). Con la riclassificazione della US Navy del 1975, le navi classificate DE/DEG furono riclassificate FF/FFG, cioè fregate (la G sta per "Guided Missile").

## Escorteur d'escadre
Nella Marine nationale francese navi similari sono state le unità delle classi Surcouf, Duperré e La Galissonnière, realizzate negli anni cinquanta, dotate di armamento polivalente, antinave, antiaereo e antisottomarino, concepite per servire essenzialmente da scorta a una forza navale comprendente una portaerei, denominate di escorteurs d'escadre più conforme alla loro missione, rispetto a quella di cacciatorpediniere.